# Танагра блакитношия
Тана́гра блакитношия (Stilpnia cyanicollis) — вид горобцеподібних птахів родини саякових (Thraupidae). Мешкає в Андах і Амазонії.

## Опис
Довжина птаха становить 12-14 см, вага 17 г. Забарвлення переважно чорне, з фіолетовим або синім відтінком, голова, горло і шия бірюзово-сині. Плечі, края крил і надхвістя бірюзові або золотисті. Очі, дзьоб і лапи чорні. Молоді птахи мають переважно бурувато-сіре забарвлення, надхвістя у них жовтувате, нижня частина тіла світліша.

## Підвиди
Виділяють сім підвидів:

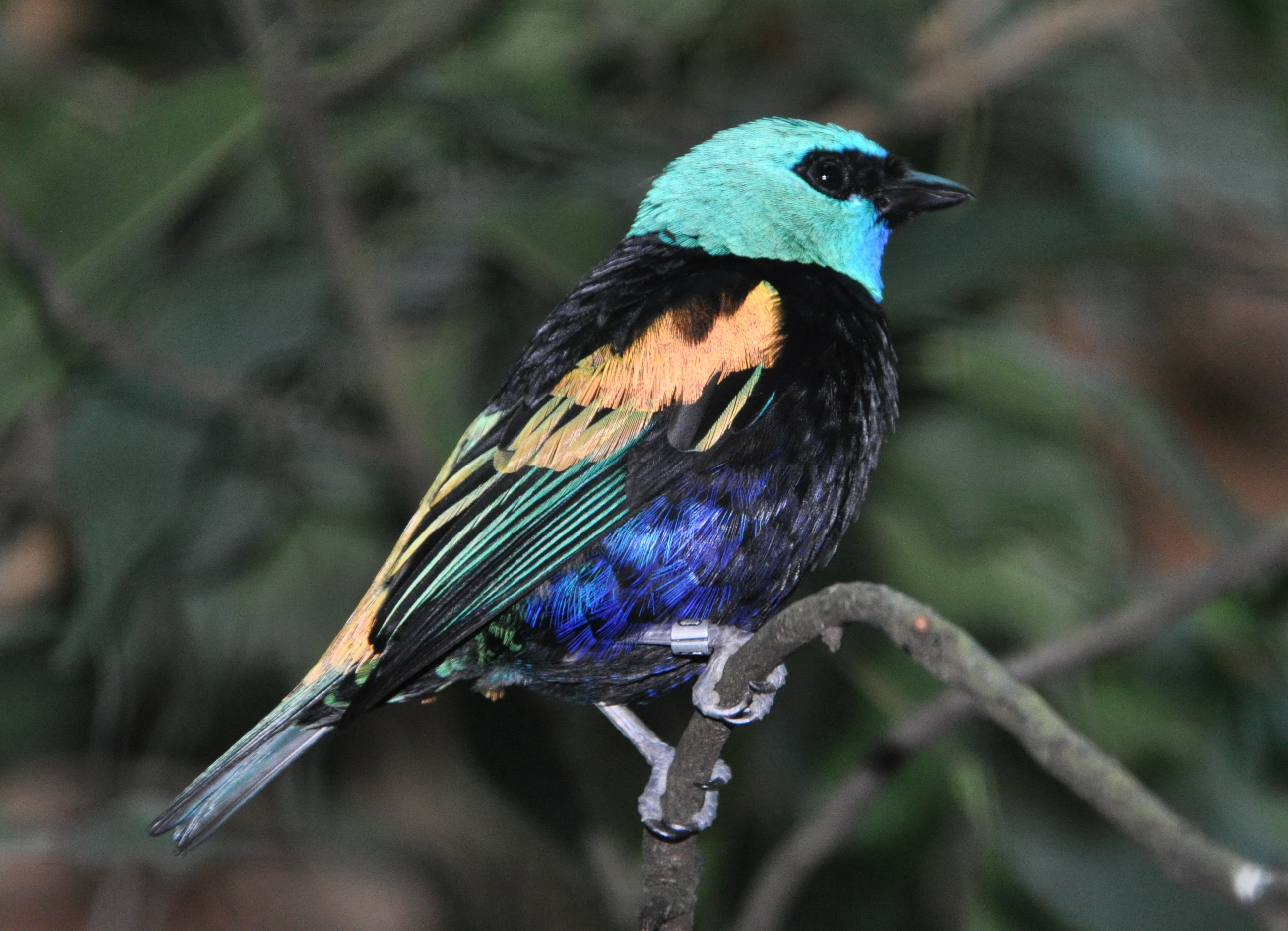
Блакитношия танагра

- S. c. granadensis (Berlepsch, 1884) — Колумбійські Анди;
- S. c. caeruleocephala (Swainson, 1838) — Східний хребет Анд від центральної Колумбії до Еквадору і північного Перу;
- S. c. cyanicollis (d'Orbigny & Lafresnaye, 1837) — схід Перу і Болівії;
- S. c. cyanopygia (Berlepsch & Taczanowski, 1884) — західний Еквадор;
- S. c. hannahiae (Cassin, 1865) — Східний хребет Колумбійських Анд і Венесуельські Анди, гори Сьєрра-де-Періха на кордоні Колумбії і Венесуели;
- S. c. melanogaster (Cherrie & Reichenberger, 1923) — центральна Бразилія (захід Мату-Гросу);
- S. c. albotibialis (Traylor, 1950) — схід центральної Бразилії (від південної Пари до Гояса).

## Поширення і екологія
Блакитношиї танагри мешкають у Венесуелі, Колумбії, Еквадорі, Перу, Болівії і Бразилії. Вони живуть у вологих гірських і рівнинних тропічних лісах, рідколіссях і чагарникових заростях, в саванах серрадо і на плантаціях. Зустрічаються парами або невеликими зграйками, на висоті до 2400 м над рівнем моря, переважно на висоті понад 500 м над рівнем моря. Часто приєднуються до змішаних зграй птахів. Живляться плодами, ягодами і комахами. Гніздо чашоподібне, робиться з моху. В кладці 2 білих яйця, поцяткованих коричневими плямками. інкубаційний період триває 13-14 днів, пташенята покидають гніздо через 15-16 днів після вилуплення. Блакитношиїм танаграм притаманний колективний догляд за пташенятами.